# 天主教宗座圣殿列表
以下是意大利以外的天主教宗座圣殿列表。宗座圣殿是授予拥有特殊地位的大教堂的称号。意大利天主教宗座圣殿列表单独列出。列表按圣殿所在国英文名首字母排列。

## 统计
目前全世界共有1,677座宗座圣殿。
以下国家拥有10座以上宗座圣殿：意大利（554）、法国（170）、波兰（134）、西班牙（112）、美国（82）、德国（74）、巴西（59）、阿根廷（45）、奥地利（32）、哥伦比亚（30）、墨西哥（29）、比利时（29）、荷兰（25）、加拿大（23）、印度（21）、匈牙利（16）、捷克共和国（15）、委内瑞拉（15）、菲律宾（13）、秘鲁（12）、厄瓜多尔（12）、瑞士（12）、斯洛伐克（11）。
以下城市拥有超过1座宗座圣殿：
- 意大利：罗马（广域市76，中心市66）、那不勒斯（广域市27，中心市9）、米兰（广域市15，中心市9）、佛罗伦萨（广域市14，中心市11）、博洛尼亚（广域市13，中心市11）、热那亚（广域市13，中心市5）、威尼斯（广域市9，中心市8）、巴里（广域市8，中心市2）、皮亚琴察（5）、都灵（广域市5，中心市3）、帕多瓦（4）、拉韦纳（4）、特拉帕尼（4）、阿奇雷亚莱（3）、卡利亚里（3）、卡尔塔吉罗内（西西里、3）、卡塔尼亚（3）、拉奎拉（3）、莱切（3）、曼托瓦（2）、普拉托（3）、锡耶纳（3）、韦尔切利（3）、维罗纳（3）、雷焦卡拉布里亚（广域市3，中心市2）、阿格里真托（2）、阿雷佐（2）、阿西西（2）、巴列塔（2）、卡梅里诺（马尔凯，2）、卡普阿（2）、切塞纳（2）、科米索（2）、科莫（2）、法诺（2）、费拉拉（2）、菲纳莱利古雷（2）、福贾（2）、福利奥（伊斯基亚岛、2）、弗利（2）、卢卡（2）、摩德纳（2）、蒙特菲亚斯科内（2）、尼科西亚（西西里，2）、巴勒莫（2）、帕尔马（2）、佩鲁贾（2）、佩萨罗（2）、皮斯托亚（2）、列蒂（2）、拉帕洛（2）、萨沃纳（2）、特伦托（2）、维亚雷焦（2）、维泰博（2）、墨西拿（2）、Barcellona Pozzo di Gotto（西西里，2）、托伦蒂诺（2）
- 法国：巴黎（5）、马赛（4）、卢尔德（3）、南锡（3）、阿维尼翁（2）、阿讷西（2）、波尔多（2）、贝桑松（2）、格勒诺布尔（2）、里昂（2）、蒙彼利埃（2）、南特（2）、纳博讷（2）、尼斯（2）、兰斯（2）、雷恩（2）、圣布里厄（2）、桑特（法国）（2）、塞（2）、图卢兹（2）、
- 波兰：克拉科夫（13）、格但斯克（4）、华沙（4）、琴斯托霍瓦（2）、什切青（2）、波兹南（2）、
- 西班牙：巴塞罗那（9）、马德里（6）、塞维利亚（4）、马拉加（3）、巴伦西亚（3）、毕尔巴鄂（2）、格拉纳达（2）、拉斯帕尔马斯（2）、帕尔马 (马略卡)（2）、赫雷斯-德拉弗龙卡（2）、萨拉戈萨（2）
- 美国：纽约市（4）、芝加哥（3）、圣路易斯（2）、
- 德国：科隆（6）、柏林（3）、杜塞尔多夫（3）、特里尔（3）、雷根斯堡（2）、
- 巴西：里约热内卢（4）、萨尔瓦多（4）、圣保罗（3）、累西腓（3）、贝洛奥里藏特（2）、
- 阿根廷：布宜诺斯艾利斯（15）、科尔多瓦（2）、拉普拉塔（2）、门多萨（2）、罗萨里奥（2）、圣菲（2）、萨尔塔（2）、
- 奥地利：维也纳（3）、
- 哥伦比亚：波哥大（3）、麦德林（2）、
- 墨西哥：蒙特瑞（3）、墨西哥城（3）、
- 比利时：布鲁日（2）、
- 荷兰：马斯特里赫特（2）、
- 加拿大：蒙特利尔（4）、渥太华（2）、
- 匈牙利：塞克什白堡（2）、
- 捷克：布拉格（4）、
- 委内瑞拉：加拉加斯（3）
- 菲律宾：马尼拉（4）、
- 秘鲁：利马（6）、库斯科（2）、
- 厄瓜多尔：基多（3）、
- 智利：圣地亚哥（6）、
- 玻利维亚：拉巴斯（3）、苏克雷（2）、
- 马耳他：瓦莱塔（2）、
- 以色列：耶路撒冷（5）、
- 葡萄牙：布拉加（4）、里斯本（2）、法蒂玛（2）、

其他国家：开罗（2）、伊斯坦布尔（2）、圣萨尔瓦多（2）、

## 其他宗座圣殿
以下教堂常被称为宗座圣殿，但是没有证据显示其正式具有这一身份：
| 国家       | 城市          | 教堂                                                  | 图片 |
| ---------- | ------------- | ----------------------------------------------------- | ---- |
| 古巴       | 哈瓦那        | 圣方济各圣殿 （Convento de San Francisco de Asís）    |      |
| 捷克共和国 | 布拉格        | 圣乔治圣殿 （Bazilika svatého Jiří）                    |      |
| 法国       | 聖但尼        | 圣但尼圣殿 （basilique de Saint-Denis）               |      |
| 匈牙利     | 埃斯泰尔戈姆  | 埃斯泰尔戈姆圣殿 （esztergomi bazilika）              |      |
| 新西兰     | 因弗卡吉尔    | 圣母圣殿 （St. Mary's Basilica）                      |      |
| 葡萄牙     | 波瓦-迪瓦爾津 | 耶穌聖心聖殿 （Basílica do Sagrado Coração de Jesus） |      |